# 黄树贤
黄树贤（1954年9月—），江苏扬中人。1977年10月参加工作，1977年9月加入中国共产党。南京大学哲学系毕业。第十六、十七、十八届中共中央纪委委员、常委，第十七届、十八届中纪委副书记，第十八、十九届中央委员。曾任中华人民共和国监察部部长、中华人民共和国民政部部长，中国人民政治协商会议全国委员会社会和法制委员会副主任。

## 从政经历
1975年9月至1977年10月，在南京大学文科班文哲史专业学习。1977年10月，任江苏省扬中县长旺公社文化站代理站长。1978年5月，任中共扬中县委办公室秘书、副主任。1982年1月，任扬中县新坝公社(乡)党委副书记、书记。1983年9月，任中共扬中县委副书记、代县长、县委书记。1985年1月，任共青团江苏省委书记。1989年11月，任江苏省农垦农工商联合总公司党委副书记兼纪委书记。1994年11月，任江苏省纪委常委。1995年3月，任江苏省纪委常委、省监察厅副厅长(1992年10月-1995年10月，在南京大学商学院政治经济学专业研究生课程进修班在职学习)。1997年5月，任江苏省纪委副书记、省监察厅厅长。
2000年12月，任监察部副部长。2002年11月，任中央纪委常委、监察部副部长(2003年11月-2008年12月，兼任北京奥运监督委员会主任)。2007年10月，任中央纪委副书记(2007年11月，明确为正部长级)、监察部副部长。2007年12月，任中央纪委副书记。2013年3月，任中央纪委副书记、中华人民共和国监察部部长、国家预防腐败局局长。
2016年11月7日，任中华人民共和国民政部部长、党组书记。12月，卸任中央纪委副书记职务。2019年10月，到龄退休，11月增补为第十三届全国政协委员及全国政协社会和法制委员会副主任。2023年3月，卸任政协职务。